# Birjand
Birjand (in persiano بیرجند) è il capoluogo della provincia del Khorasan meridionale, nella parte est dell'Iran, e capoluogo dello shahrestān di Birjand. È conosciuta per l'esportazione dello zafferano, per la produzione di bacche di berberis e per la manifattura dei tappeti. Aveva, nel 2006, una popolazione di 157 848 abitanti.
Per la sua vicinanza alla frontiera con l'Afghanistan, Birjand è situata lungo la "Via della seta", ed è ora utilizzata come punto di passaggio dai trafficanti di oppio che da lì lo contrabbandano in Turchia e quindi in Europa.
La prima rete di distribuzione di acqua potabile pubblica in Iran fu installata a Birjand. La scuola Shokatiyeh a Birjand, con la scuola Dar-ol Fonoun a Teheran furono le prime scuole pubbliche istituite in Iran.

## Monumenti e luoghi d'interesse
- La cittadella di Furg (Arg-e Furg), del XII secolo, a est di Birjand 32°50′N 59°56′E
- La diga di Band Darreh 32°49′N 59°13′E, 5 km a sud della città.

## Galleria d'immagini

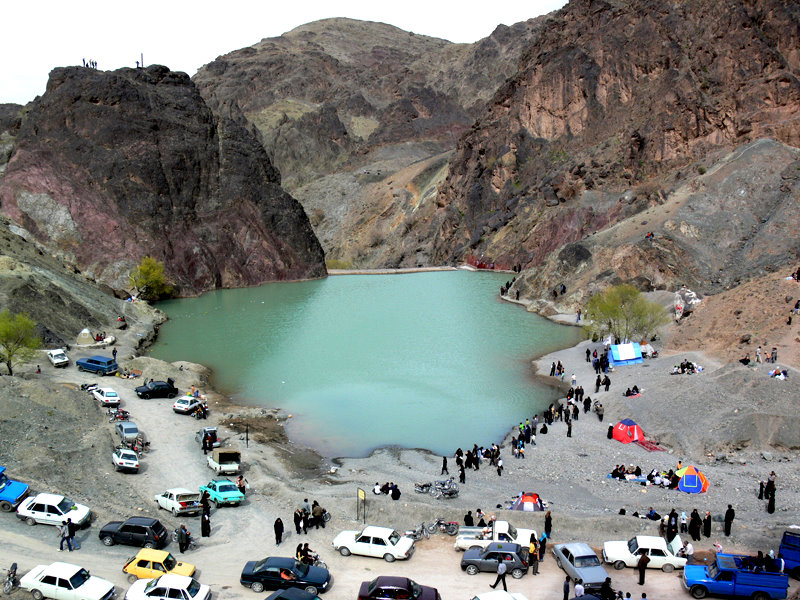
La diga di Band Darreh.
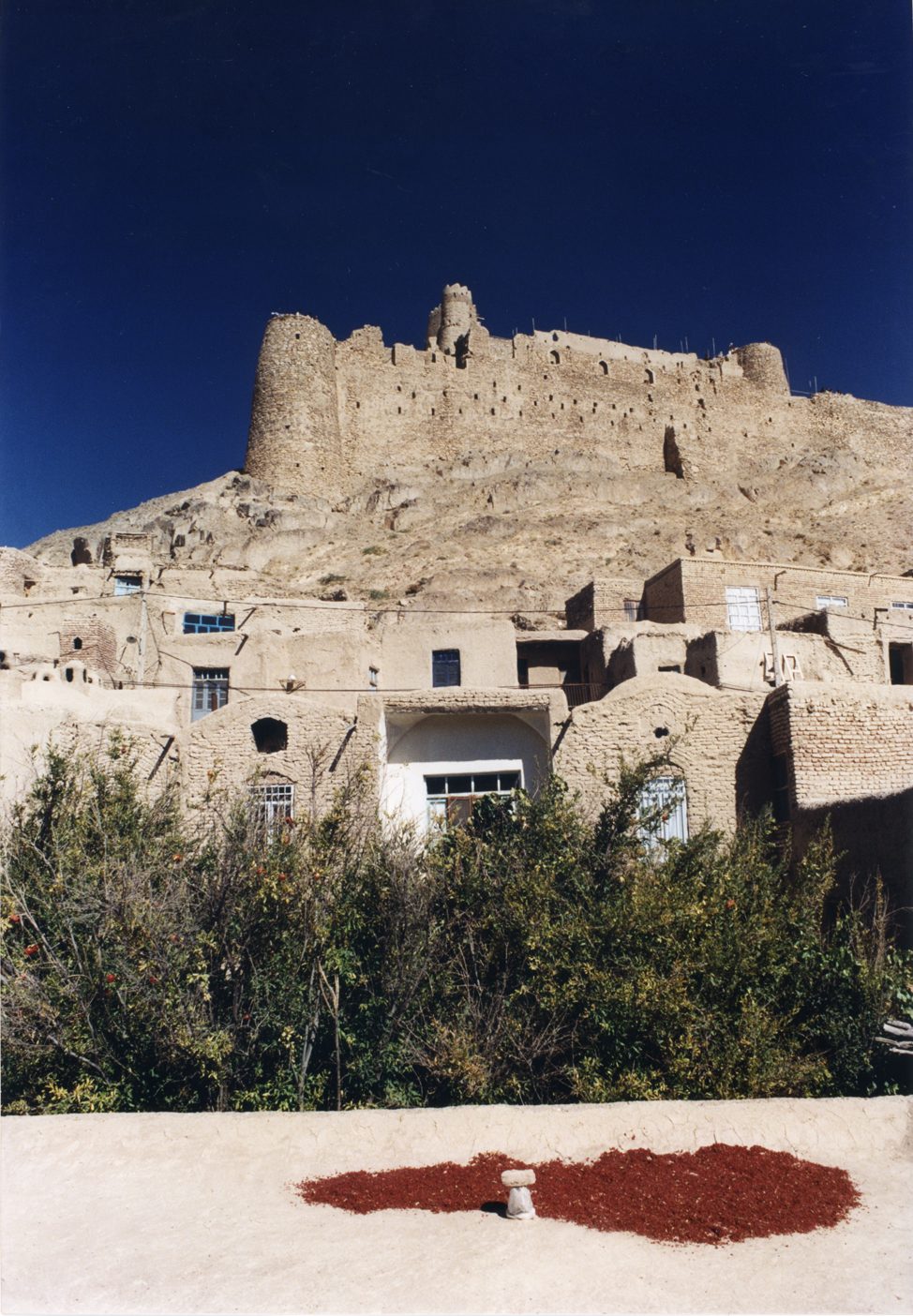
La cittadella di Furg
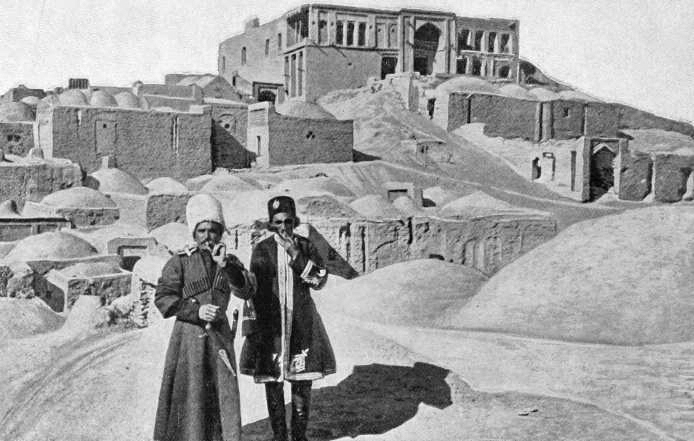
Cosacchi a Birjand (primi del 1900).